# Aleksiej Zwieriew
Aleksiej Iljicz Zwieriew (ros. Алексей Ильич Зверев, ur. 31 marca 1929 we wsi Zaworoneżskoje w rejonie starojuriewskim w Obwodzie Centralno-Czarnoziemskim, zm. 26 sierpnia 2021 w Moskwie) – radziecki działacz państwowy i partyjny.

## Życiorys
W latach 1946–1951 studiował w Białoruskiej Akademii Rolniczej, później (1951-1953) był starszym agronomem stanicy maszynowo-traktorowej w obwodzie nowosybirskim, a następnie (1953-1957) dyrektorem stanicy maszynowo-traktorowej w obwodzie nowosybirskim. Od 1953 należał do KPZR, do listopada 1957 był sekretarzem Kysztowskiego Komitetu Rejonowego KPZR w obwodzie nowosybirskim. W latach 1957–1959 II sekretarzem Czerepanowskiego Komitetu Rejonowego KPZR, kolejno w latach 1959-1962 I sekretarzem Suzunskiego Komitetu Rejonowego KPZR. Od kwietnia do października 1962 kierował terytorialnym kołchozowo-sowchozowym zarządem produkcyjnym w obwodzie nowosybirskim, od października 1962 do stycznia 1963 był sekretarzem Komitetu Obwodowego KPZR w Nowosybirsku, od 14 stycznia 1963 do maja 1964 II sekretarzem Nowosybirskiego Wiejskiego Komitetu Obwodowego KPZR, a od maja do grudnia 1964 przewodniczącym Komitetu Wykonawczego Nowosybirskiej Wiejskiej Rady Obwodowej. Od grudnia 1964 do czerwca 1973 był przewodniczącym Komitetu Wykonawczego Nowosybirskiej Rady Obwodowej, od 19 czerwca 1973 do 7 kwietnia 1984 ministrem gospodarki leśnej RFSRR, a od 12 kwietnia 1984 do 16 marca 1988 przewodniczącym Państwowego Komitetu ZSRR ds. Gospodarki Leśnej, następnie przeszedł na emeryturę. Od 6 marca 1986 do 25 kwietnia 1989 był członkiem Centralnej Komisji Rewizyjnej KPZR. Deputowany do Rady Najwyższej ZSRR VII kadencji. Pochowany na Cmentarzu Trojekurowskim w Moskwie.

## Odznaczenia
- Order Lenina
- Order Czerwonego Sztandaru Pracy (trzykrotnie)
- Order „Znak Honoru”